# بندرگاه پالیاساره
بندرگاه پالیاساره (به انگلیسی: Paljassaare Harbour) یک بندر در پالیاساره، تالین، استونی است. این بندر به وسیله یک کانال به طول ۸۰۰ متر، عرض ۹۰ تا ۱۵۰ متر و عمق ۹ متر به دریا متصل است و کشتی‌ها از آن وارد و خارج می‌شوند.
در این بندر محصولاتی همچون روغن، دانه‌های روغنی، الوار، زغال سنگ، محموله‌های عمومی و بارهای فله خشک جابه‌جا می‌شود.

## نگارخانه

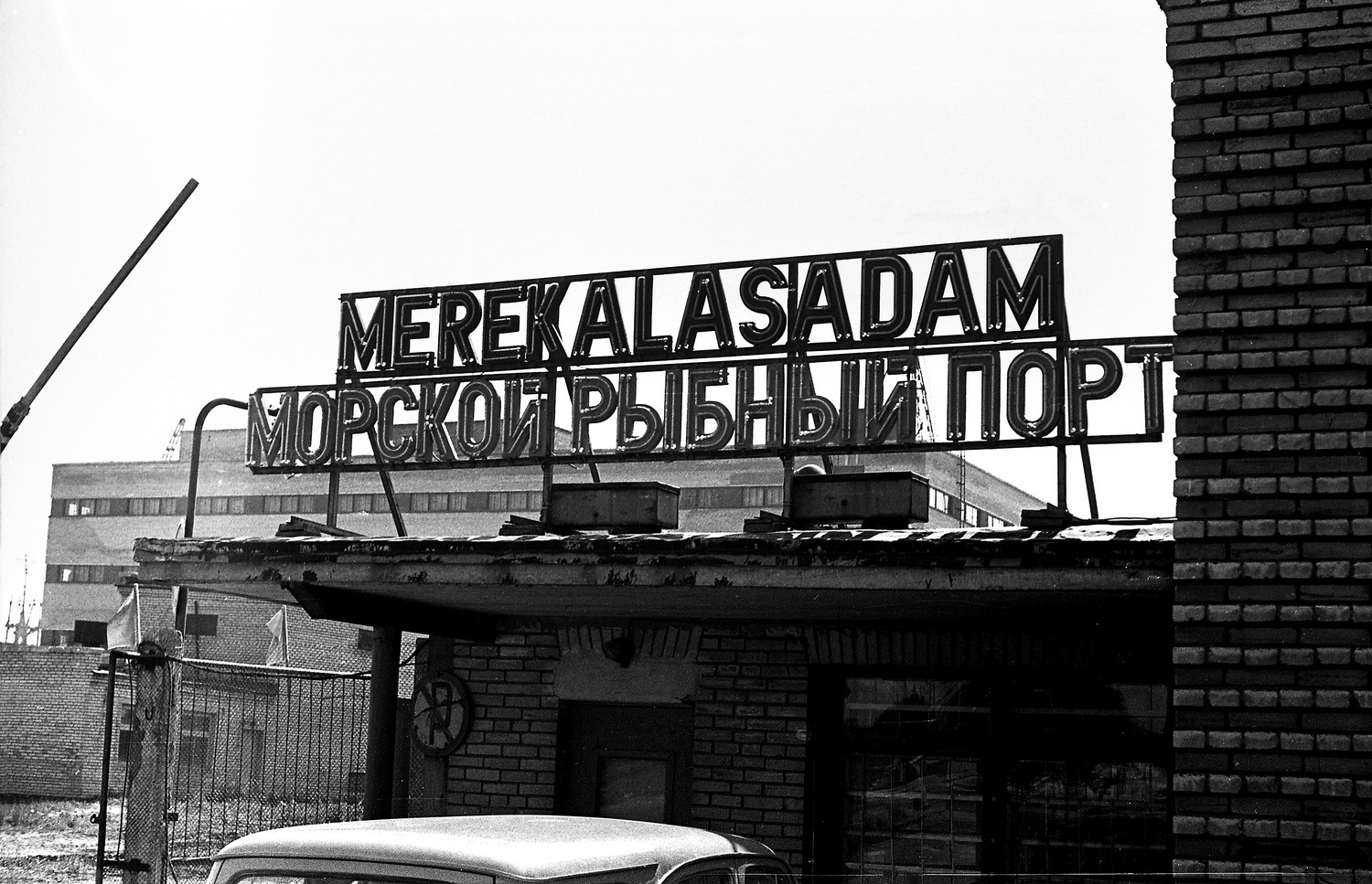
۱۹۷۳
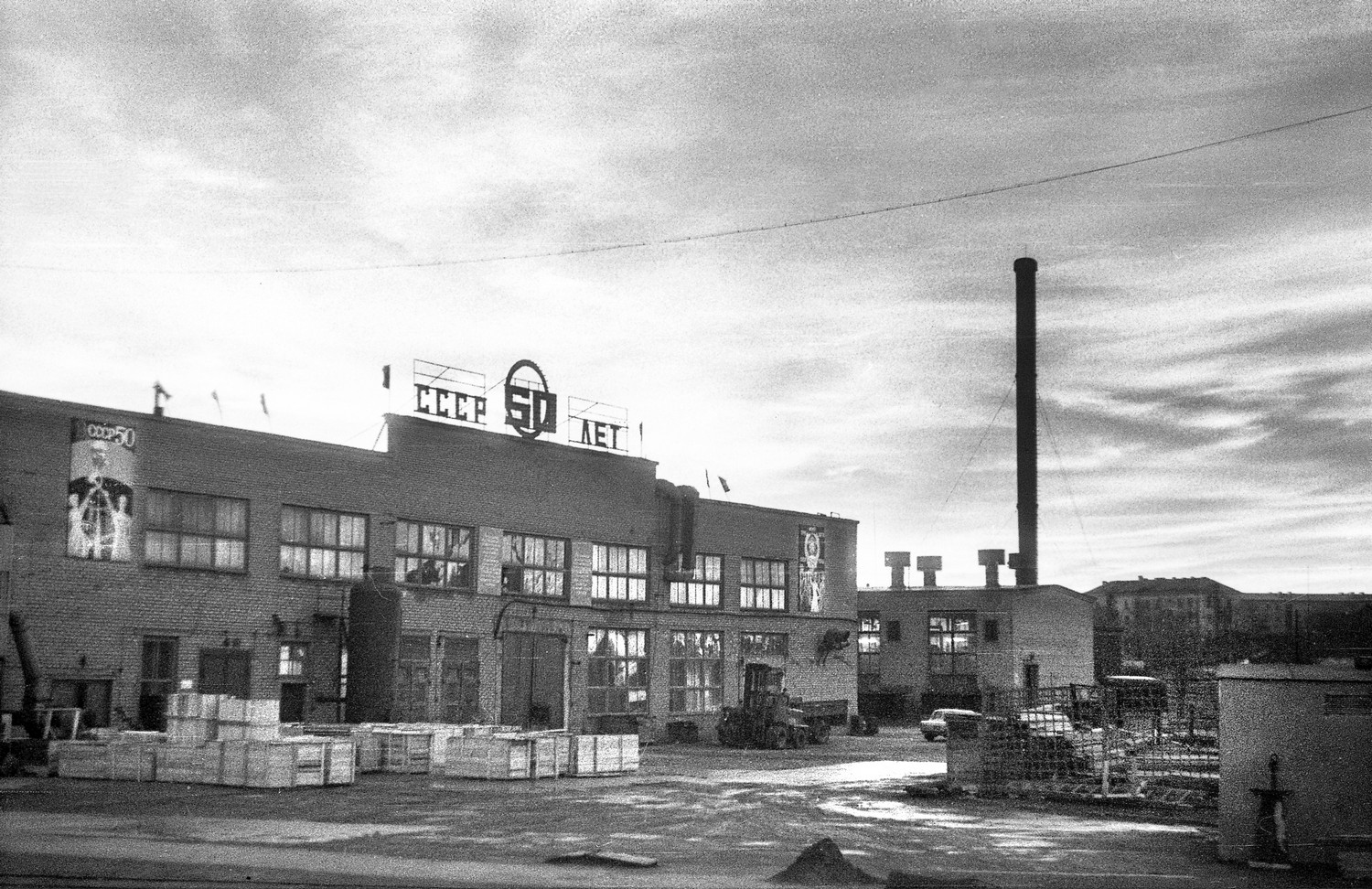
۱۹۷۳
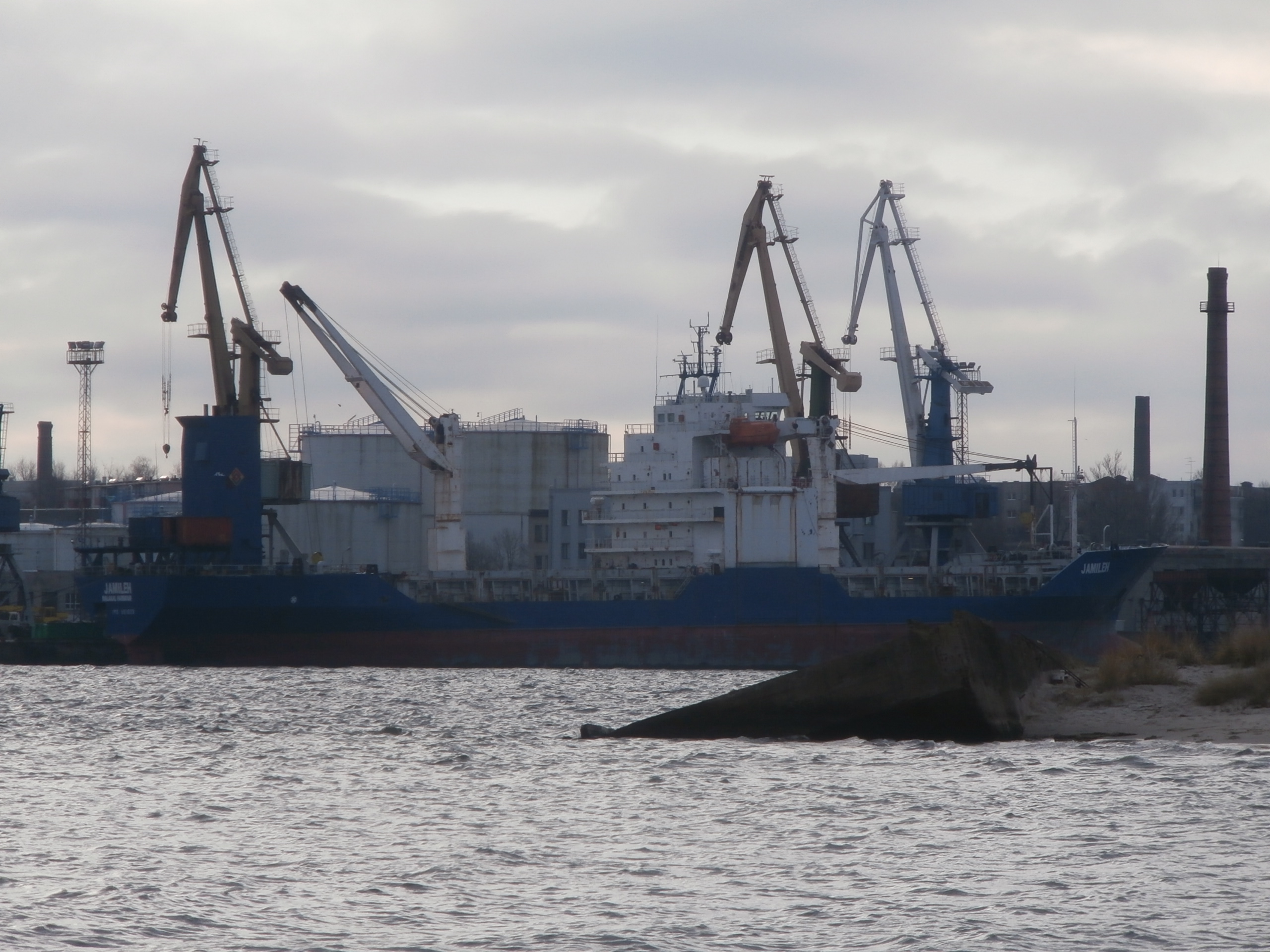
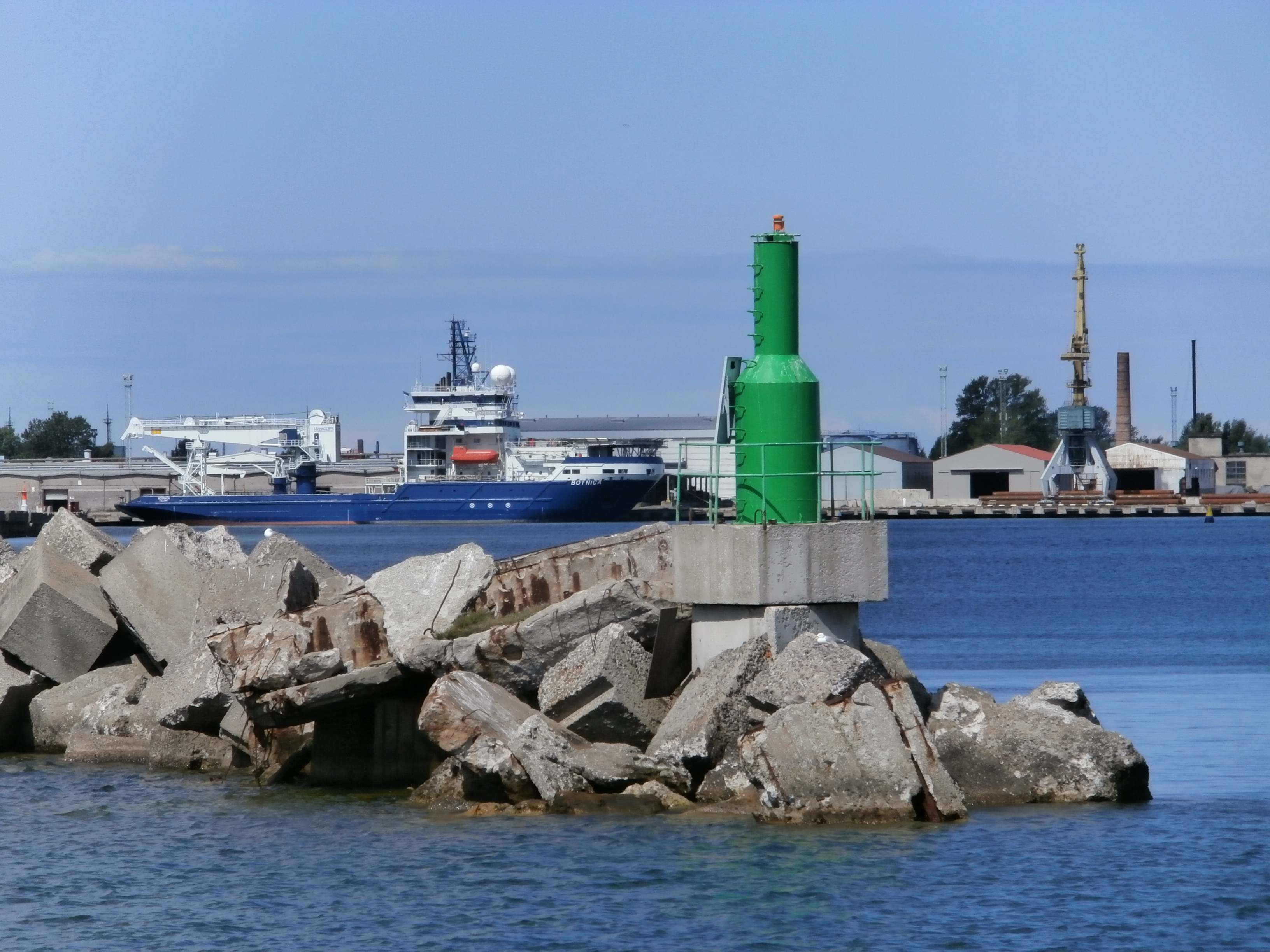